# Linea Sakurajima
La linea Sakurajima (桜島線?, Sakurajima-sen) è una ferrovie di Osaka, Giappone, gestita dalla JR West che collega le stazioni di Nishikujō e Sakurajima, distanti 4.1 km. La linea è anche chiamata linea JR Yumesaki (JRゆめ咲線?), e si trova interamente nel quartiere di Konohana-ku, interconnessa con la linea Circolare di Ōsaka e gli Universal Studios Japan.
Il nome "Linea Yumesaki" venne deciso con un sondaggio pubblico all'apertura degli Universal Studios Japan e della loro stazione. Sebbene non fosse la scelta principale, in giapponese il nome ha un suono piacevole, e il significato di "i sogni che fioriscono" si ricollega alla visione dell'area di Sakurajima. 
La linea è utilizzata principalmente da turisti e operai delle fabbriche circostanti e comprende anche una sezione merci.

## Stazioni
| Stazione       | Giapponese         | Distanza | Collegamenti                                                    |
| -------------- | ------------------ | -------- | --------------------------------------------------------------- |
| Nishikujō      | 西九条             | 0,0 km   | JR West: Linea Circolare di Ōsaka Ferrovie Hanshin: Linea Namba |
| Ajikawaguchi   | 安治川口           | 2,4 km   |                                                                 |
| Universal City | ユニバーサルシティ | 3,2 km   |                                                                 |
| Sakurajima     | 安治川口           | 4,1 km   |                                                                 |

## Progetti futuri
Nel settembre 2009 il governatore Tōru Hashimoto annunciò che era in analisi la proposta di un'estensione della linea fino alla stazione di Trade Center-mae, della linea Nankō Port Town, in previsione del trasferimento di alcuni uffici governativi prefetturali. Infatti nella situazione attuale, sono necessari oltre 30 minuti per raggiungere la zona, che invece scenderebbero sotto i 20 grazie alla nuova linea che correrebbe in sotterraneo per circa 3 km. Il costo della linea sarebbe di 100 miliardi di yen, ma al momento non si ha copertura finanziaria.